# Défense côtière (militaire)
Pour les articles homonymes, voir Défense côtière.

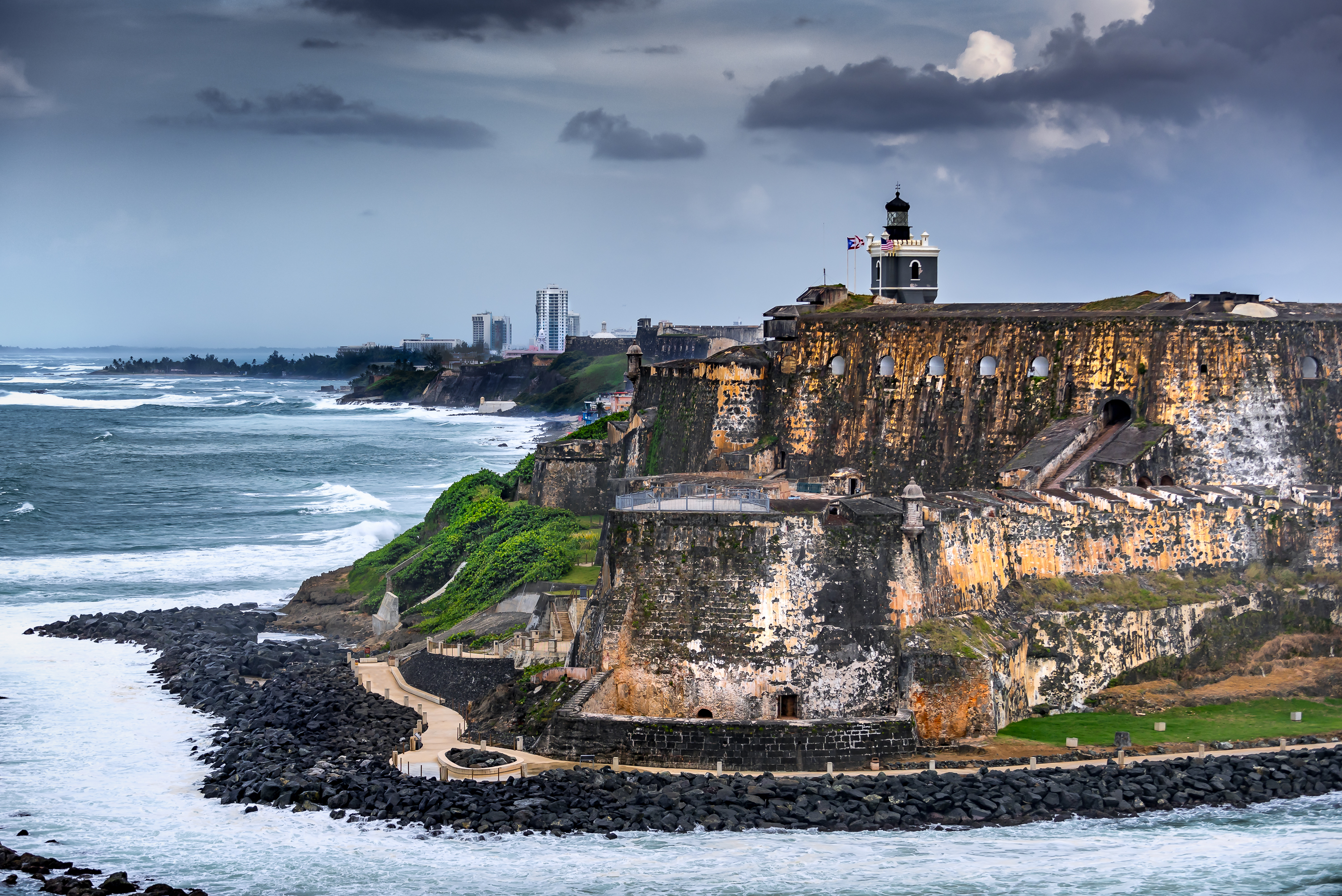
Fort San Felipe del Morro dans le vieux San Juan, à Porto Rico.

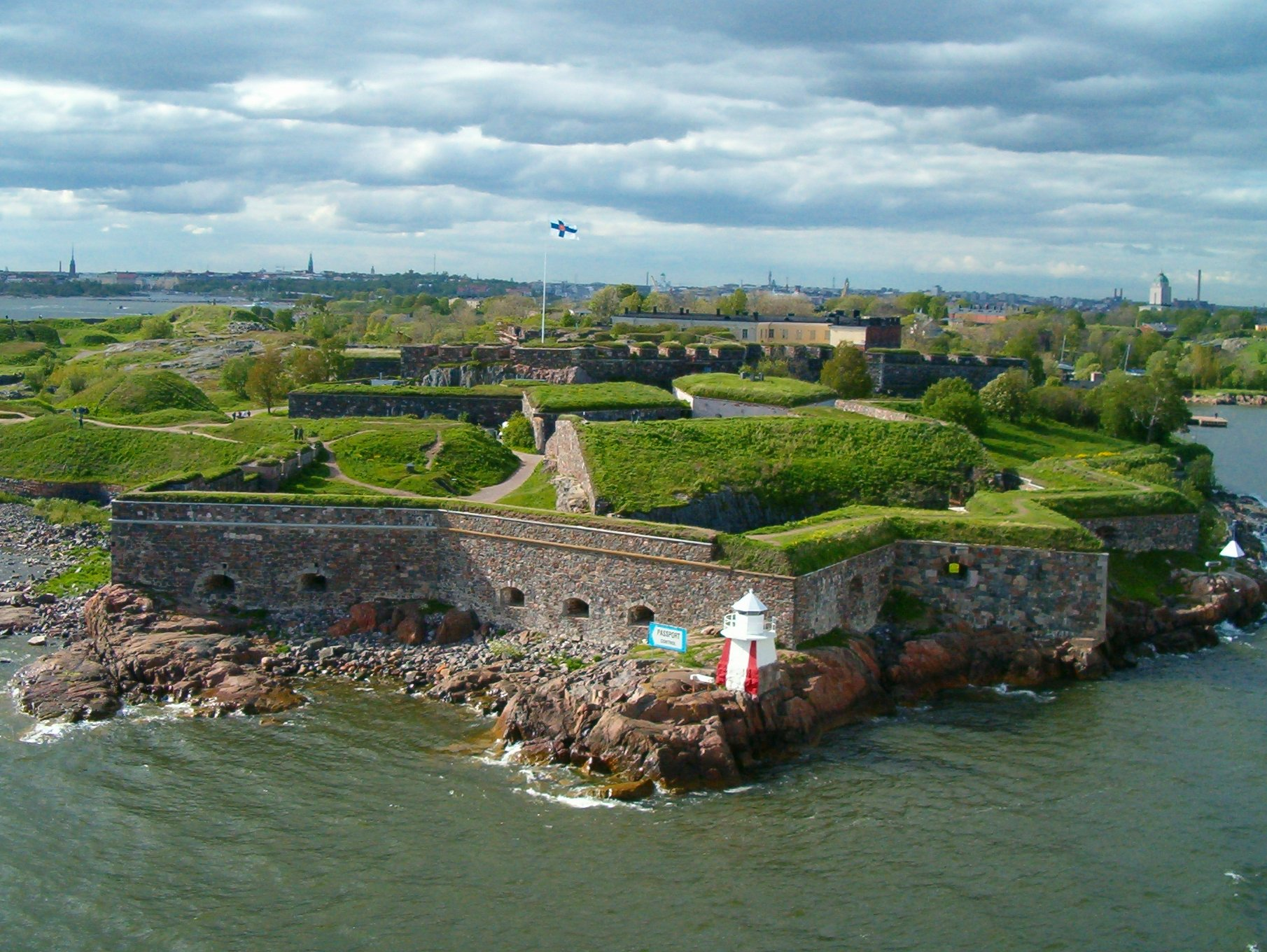
Suomenlinna, une forteresse maritime du XVIIIe siècle à Helsinki, en Finlande.

La défense côtière et la fortification côtière sont des mesures prises pour assurer une protection contre les attaques militaires sur ou à proximité d'un littoral, par exemple, les fortifications et l'artillerie côtière. Étant donné qu'un ennemi envahisseur a normalement besoin d'un port ou d'une rade pour mener ses opérations, ces défenses sont généralement concentrées autour de ces installations ou des endroits où de telles installations peuvent être construites. 

## Histoire
Les fortifications d'artillerie côtières ont généralement suivi le développement des fortifications terrestres, incorporant généralement des défenses terrestres ; parfois, des forts de défense terrestre indépendants ont été construits pour protéger les forts côtiers. Jusqu'au milieu du XIXe siècle, ces fortifications peuvent être bastionnés, étoilés, polygonaux ou maritimes, les trois premiers types étant souvent dotés de batteries de canons détachées appelées « batteries côtières ». 
Tout au long de l'Histoire, les armes de défense côtière étaient des canons navals lourds ou des armes basées sur l'artillerie navale, souvent complétées par des armes plus légères. À la fin du XIXe siècle, des batteries indépendantes d'artillerie côtière remplacent les forts dans certains pays ; dans certaines zones, celles-ci deviennent largement éloignées géographiquement jusqu'au milieu du XXe siècle, face à l'augmentation de la portée pratique des armes. Le niveau de défense terrestre commence à varier selon les pays à partir de la fin du XIXe siècle ; en 1900, les nouveaux forts américains négligent pour la majeure partie ces défenses. Les estacades font également généralement partie des défenses protégées d'un port. Au milieu du XIXe siècle, des champs de mines marines (plus tard des mines contrôlées) sont souvent utilisés, ou stockés en temps de paix en vue d'une utilisation en temps de guerre. Avec l'augmentation de la menace sous-marine au début du XXe siècle, les filets anti-sous-marins sont largement utilisés, généralement ajoutés aux défenses flottantes, les principaux navires de guerre en étant souvent équipés (pour permettre un déploiement rapide une fois le navire ancré ou amarré) jusqu'au début de la Première Guerre mondiale. Au cours de la Première Guerre mondiale, l'artillerie ferroviaire apparaît et devient rapidement la norme de l'artillerie côtière dans certains pays ; avec ce type de défense côtière, un certain type de support rotatif sera élaboré pour permettre le suivi des cibles en mouvement rapide.
Dans la guerre du littoral (en), la défense côtière contrecarre l'offensive navale, comme l'artillerie navale, l'infanterie navale (marines) ou les deux.